# Santa Maria de Vilabertran

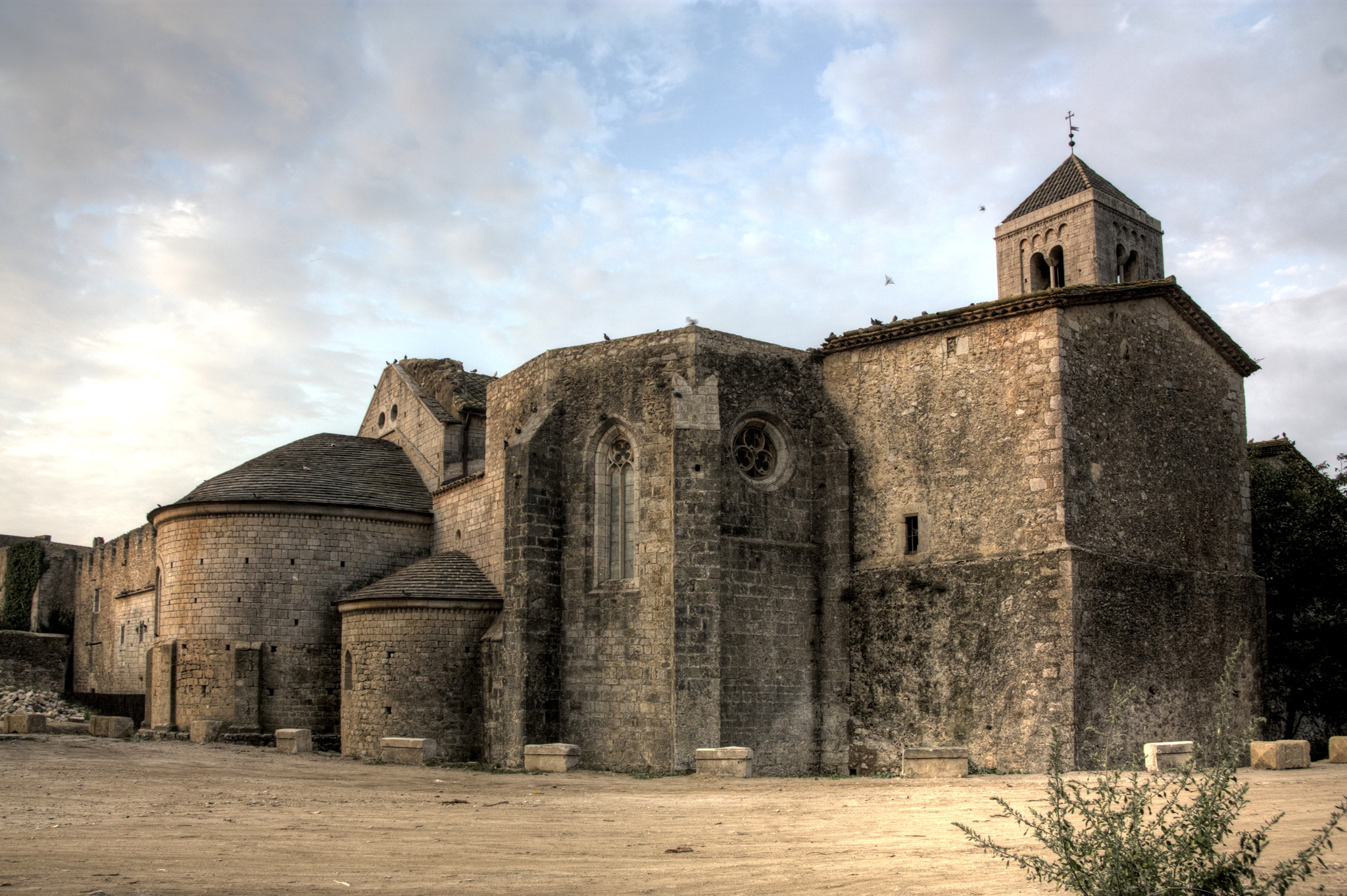
Monestir de Santa Maria de Vilabertran

Das romanische ehemalige Augustinerkloster Santa Maria de Vilabertran (Monestir de Santa Maria de Vilabertran) wurde zur Mitte des 11. Jahrhunderts in der katalanischen Gemeinde Vilabertran gegründet und befindet sich im äußersten Nordosten des spanischen Festlands in der Comarca Alt Empordà. 1930 wurde es durch königliches Dekret zum Monument històric (kulturhistorischen Monument) erklärt und 1949 stellte es die Generalitat de Catalunya als Bé Cultural d’Interès Nacional (Kulturerbe von nationalem Interesse) unter die höchste Stufe des katalanischen Denkmalschutzes.

## Geschichte

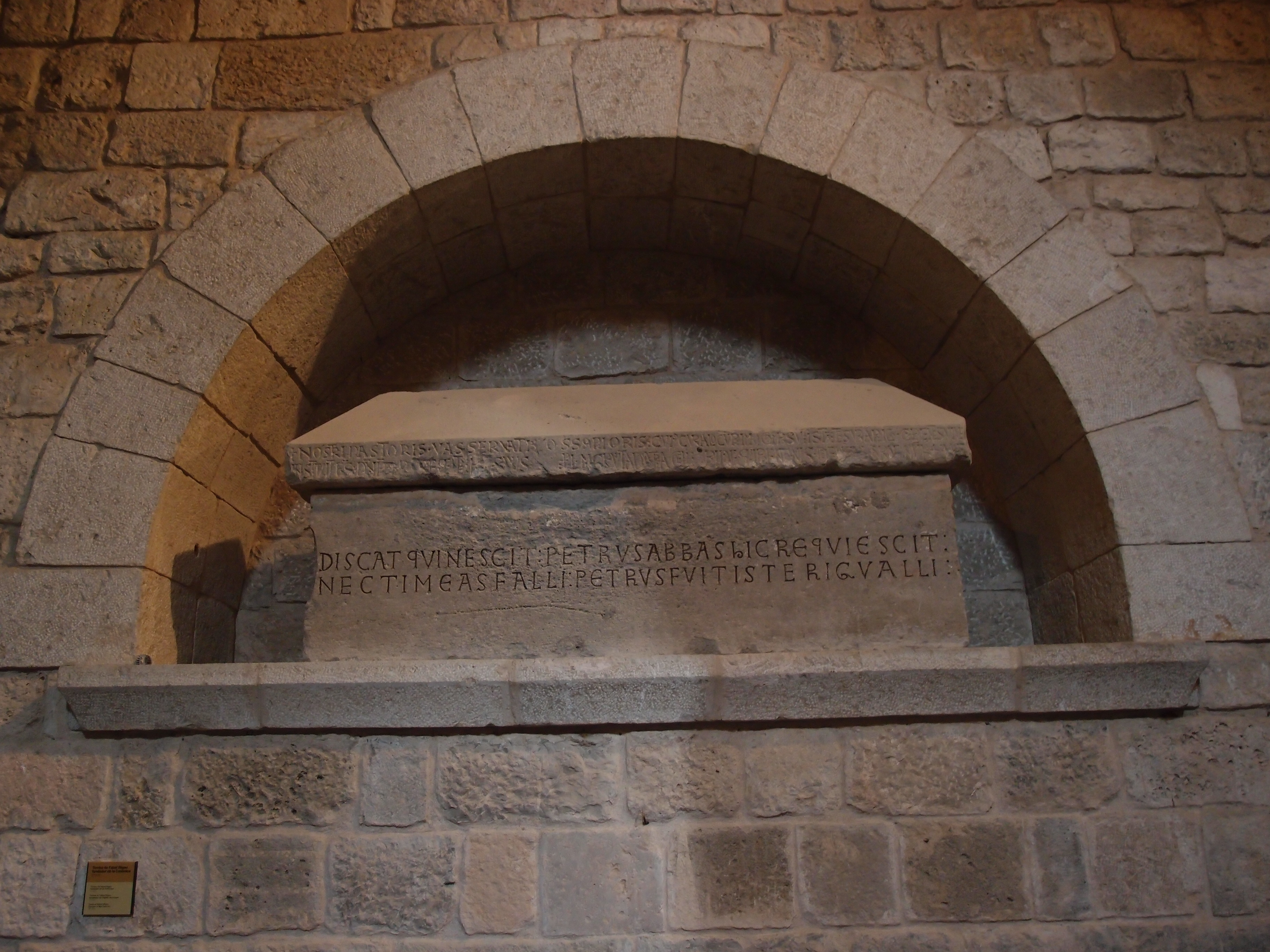
Steinsarg des Klostergründers Pere Rigald

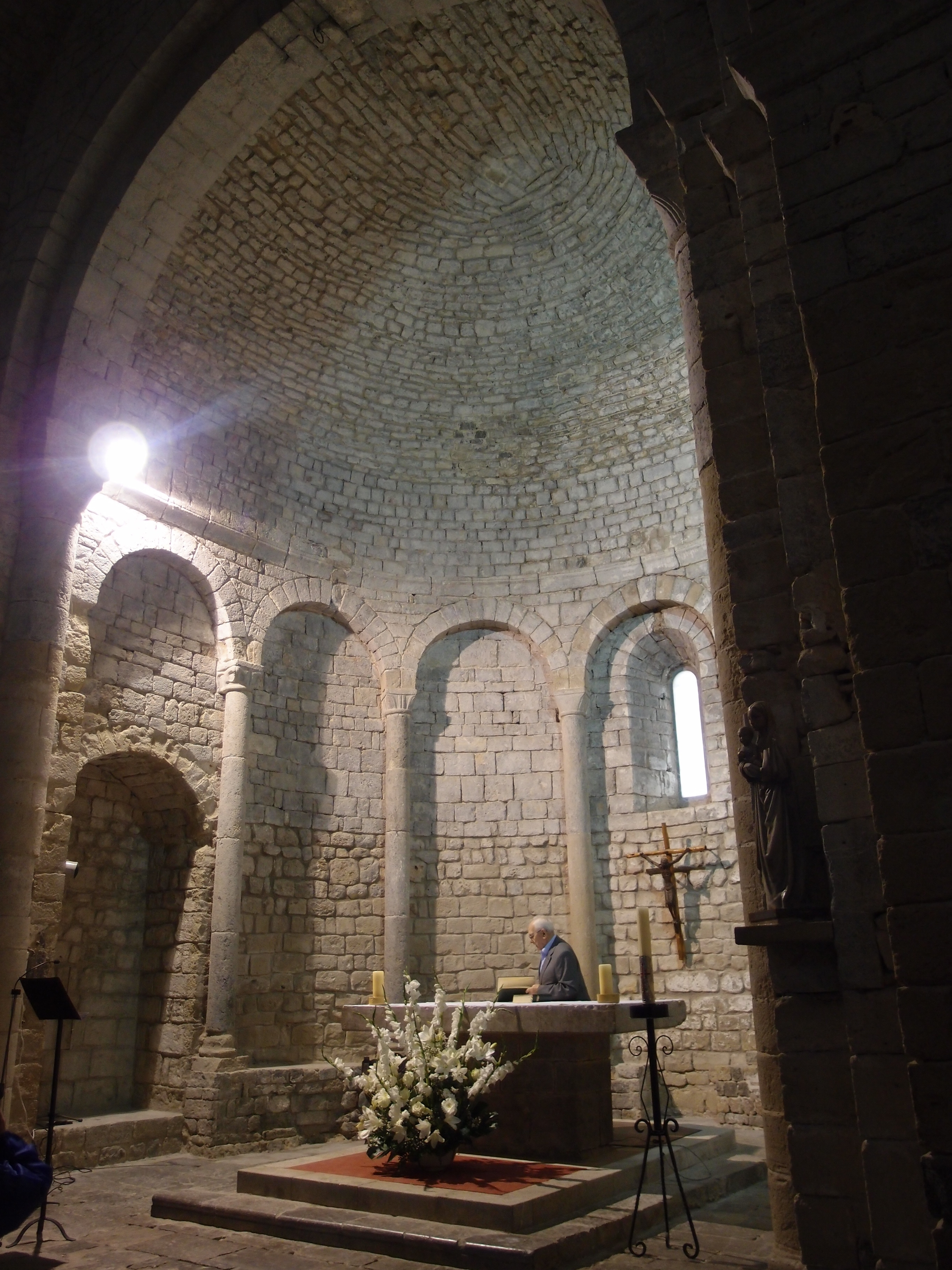
Romanische Apsis aus dem 11. Jahrhundert

Nach der Klostergründung zur Mitte des 11. Jahrhunderts durch den örtlichen Kleriker Pere Rigald (auch Pere Rigall, Pere Rigau und Petrus Rigaldi genannt) – der zuvor Geistlicher einer nahegelegenen kleinen Kirche war, die bereits in Aufzeichnungen aus dem Jahr 969 erwähnt wird – begannen im Jahr 1080 die Baumaßnahmen zur Errichtung der klösterlichen Gebäude. Im Jahr 1100 erfolgte die Weihe durch den Bischof von Girona und das Monestir de Santa Maria de Vilabertran erhielt hiermit seinen offiziellen Status; Pere Rigald wurde erster Abt und die Klostergemeinschaft unter die Augustinusregel gestellt.
Eine wichtige Rolle für das Kloster nahmen im 12. Jahrhundert insbesondere die Äbte Pere de Tarroja (1147–1152) – der Bruder von Arnau de Torroja, dem Großmeister des Templerordens – sowie Ramón de Orusall (1162–1177) ein, die mit den militärischen Ritterorden kooperierten und Überfahrten ins Heilige Land koordinierten.
In einer Kirchenwand ist eine Grabplatte des Königs von Aragon, Alfons II. dem Keuschen (* 25. März 1157; † 25. April 1196) eingelassen, mit der Inschrift: Teil der Überbleibsel, die am wichtigsten sind. Mutmaßlich wurden dort Körperteile des Königs bestattet, der ansonsten – der Tradition und seinem Stand entsprechend – im königlichen Monestir de Santa Maria de Poblet in der Familiengruft der Klosterkirche beigesetzt wurde.
Am 29. Oktober 1295 schlossen in Santa Maria de Vilabertran König Jakob II. und Blanka von Anjou (1280–1310), die Tochter des Königs Karl II. von Neapel, die Ehe.
Infolge dieser wachsenden politischen und religiösen Bedeutung erfuhr Vilabertran eine erhebliche Vergrößerung des klösterlichen Gebäudeensembles.
1592 wurde das Kloster durch Papst Clemens VIII. – auf Antrag König Philipps II. – säkularisiert; Santa Maria wurde darum zu einer Stiftskirche mit Erzpriestern.
Der endgültige Niedergang des Klosters begann im späten 18. Jahrhundert mit dem Angriff und der Einnahme durch die napoleonischen Truppen im Jahr 1794 und der anschließenden Plünderung des Archivs und der Bibliothek sowie der Zerstörung der Gräber in der Klosterkirche.
1835 verließen aufgrund der per Dekret durch die Regentin María Cristina de Borbón verfügten Desamortisation die letzten noch verbliebenen Geistlichen das Kloster.
Im Jahr 1934 begannen erste Restaurierungsarbeiten, die – mit Kriegsunterbrechungen – bis heute fortdauern. Während des Spanischen Bürgerkriegs wurde das Klosterareal als Munitionsdepot genutzt.
Das Monestir de Santa Maria de Vilabertran ist seit 1980 im Besitz der Generalitat de Catalunya und wird vom Historischen Museum der Stadt Barcelona verwaltet.

## Architektur
Das Klosterensemble weist insgesamt Stilelemente der Romanik, der Gotik, der Spätgotik sowie der traditionellen Architektur aus den Zeitepochen XI.–XII. Jahrhundert, XII.–XIII. Jahrhundert, XIV.–XV. Jahrhundert sowie des XVI. und XVIII. Jahrhunderts auf. Die romanische Kirche aus dem 11. Jahrhundert besitzt eine quadratische Grundfläche mit Tonnengewölbe und wird durch zwei Säulenreihen in drei Schiffe aufgeteilt. Das im 12. Jahrhundert errichtete romanische Kloster wurde sehr schlicht und mit uneinheitlichen Galerien und Tonnengewölben konstruiert; rund um den Kreuzgang gruppieren sich die verschiedenen Räumlichkeiten des Klosters, wie die Sakristei, der Schlafsaal und der Küchenbereich. Der im 15. Jahrhundert wehrhaft gegen Piratenübergriffe konstruierte Klosterpalast und die Schutzmauer der Klosteranlage besitzen gotische und spätgotische Stilelemente.

### Romanischer Kreuzgang

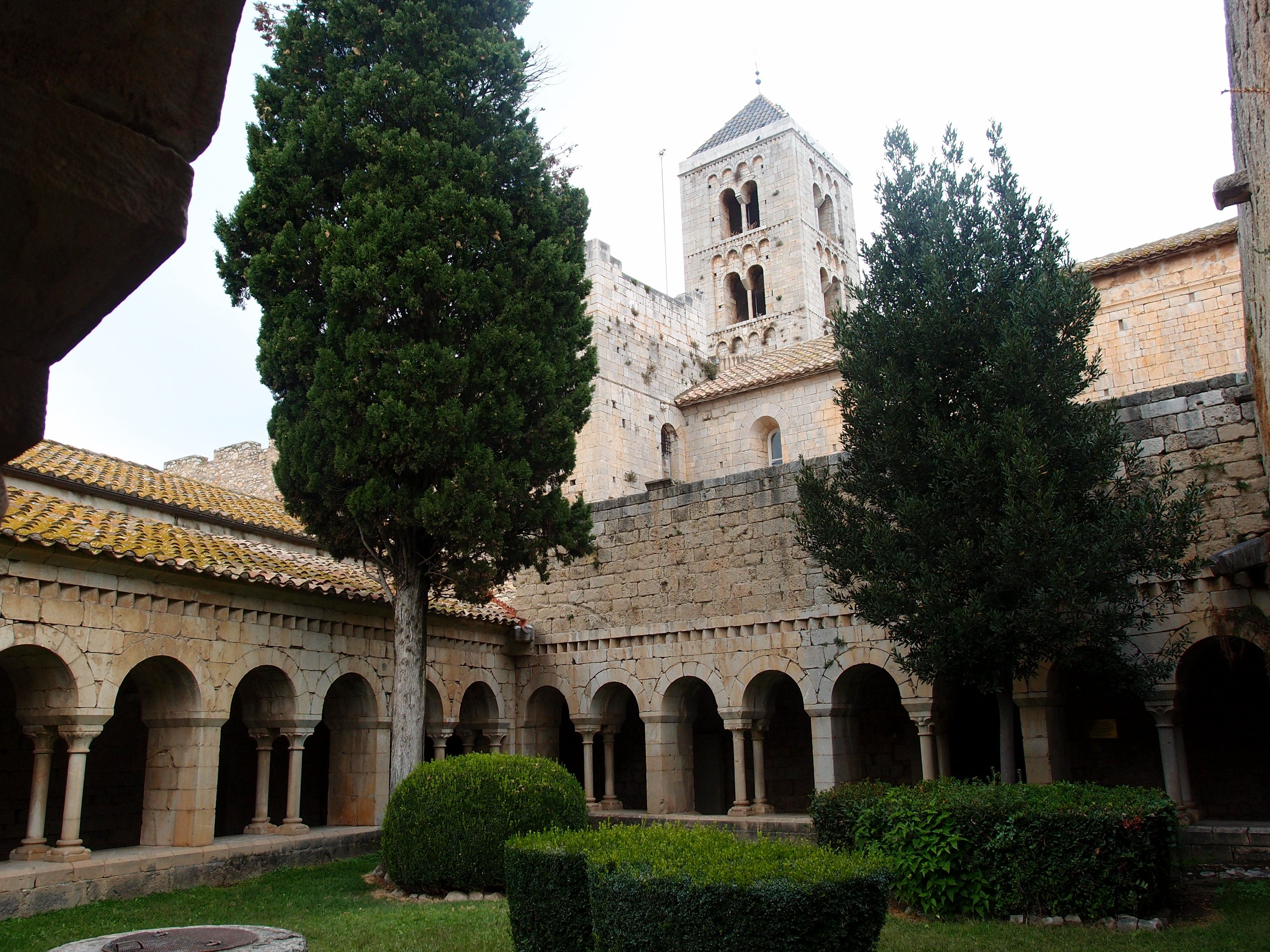
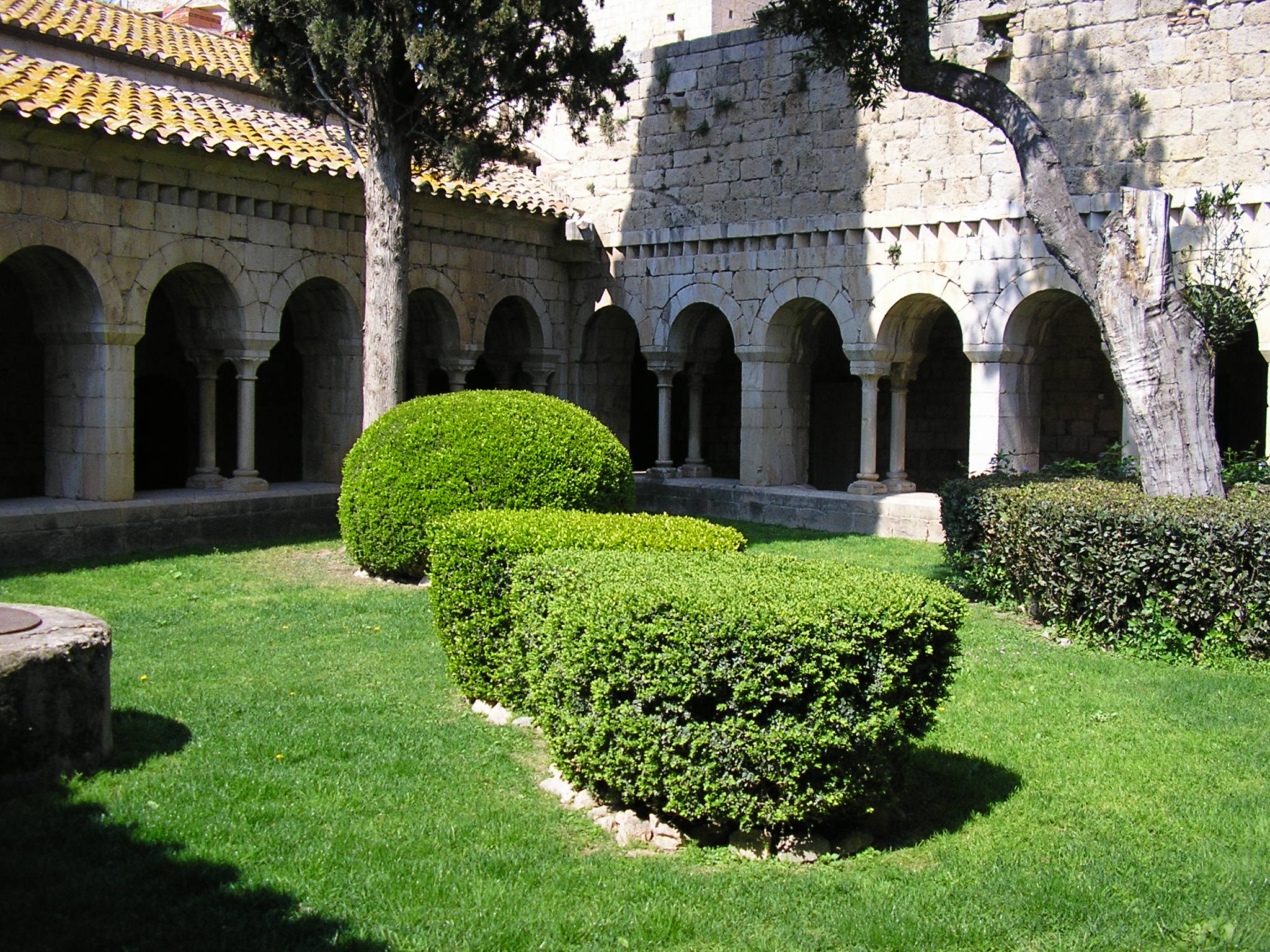
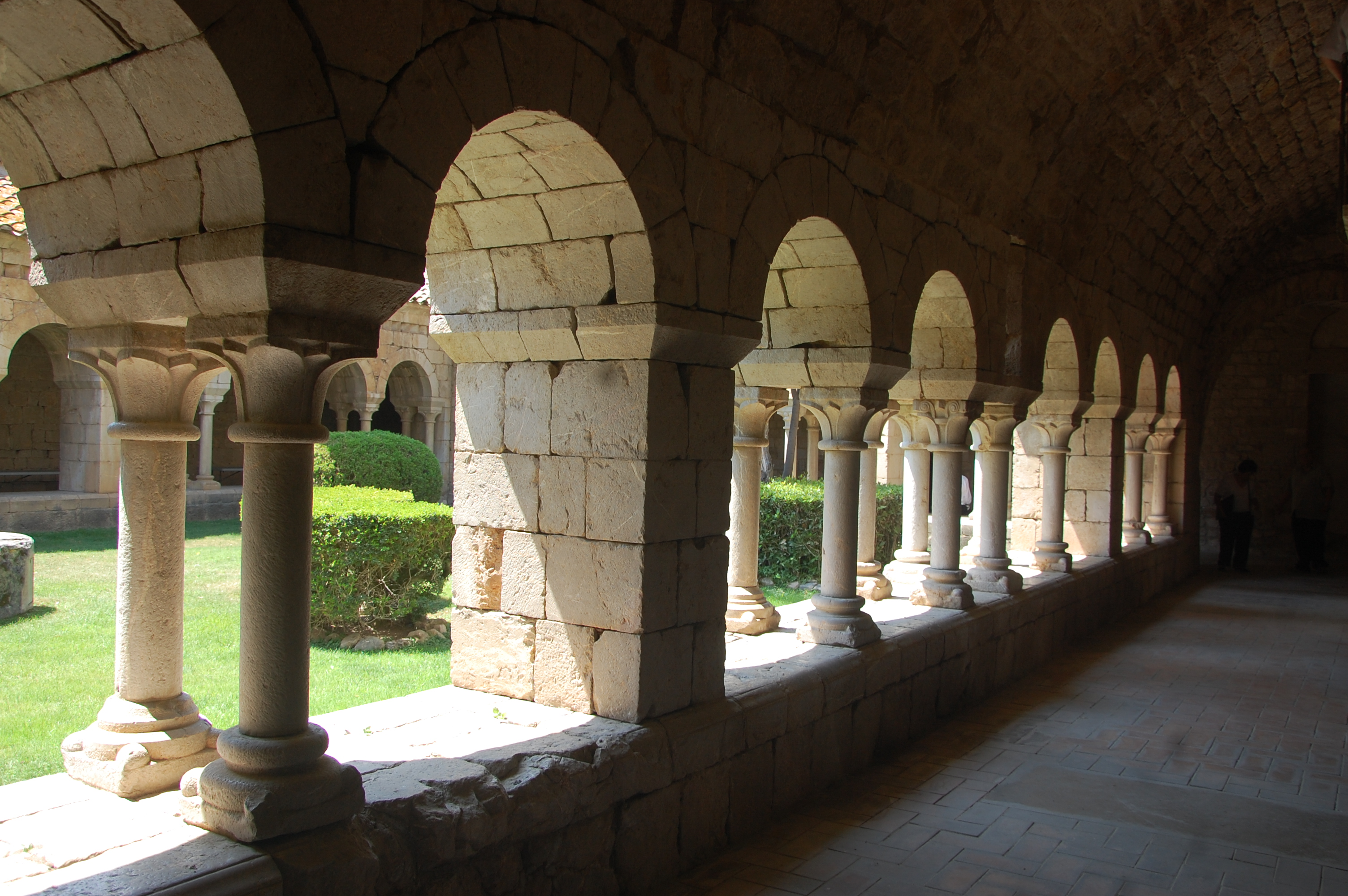
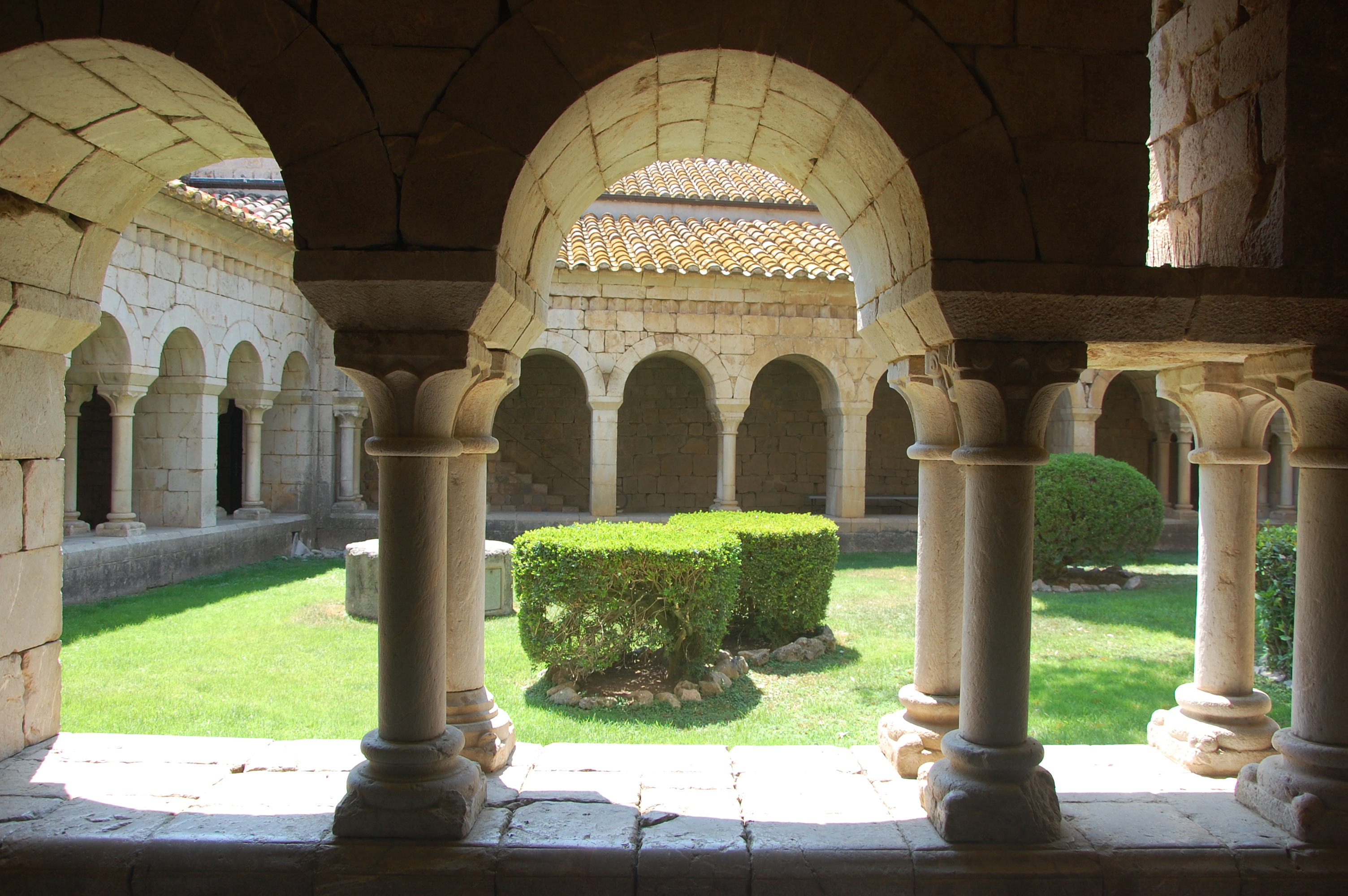

Der südlich der Kirche im 12. Jahrhundert angebaute Kreuzgang ist trapezförmig und weist vier Galerien – bestehend jeweils (mit einer Ausnahme) aus acht Bögen mit Säulenpaaren und Pfeilern – auf. Die Einfachheit der Bauausführung wurde mutmaßlich von der zeitgenössischen Zisterzienser-Architektur inspiriert.

### Lombardischer Turm
Von ursprünglich zwei geplanten Kirchtürmen wurde nur einer im nordwestlichen Bereich der Kirche gebaut. Der dreistöckige Turm – mit offenen Doppelbögen im lombardischen Stil – entstand gegen Ende des 11. Jahrhunderts.

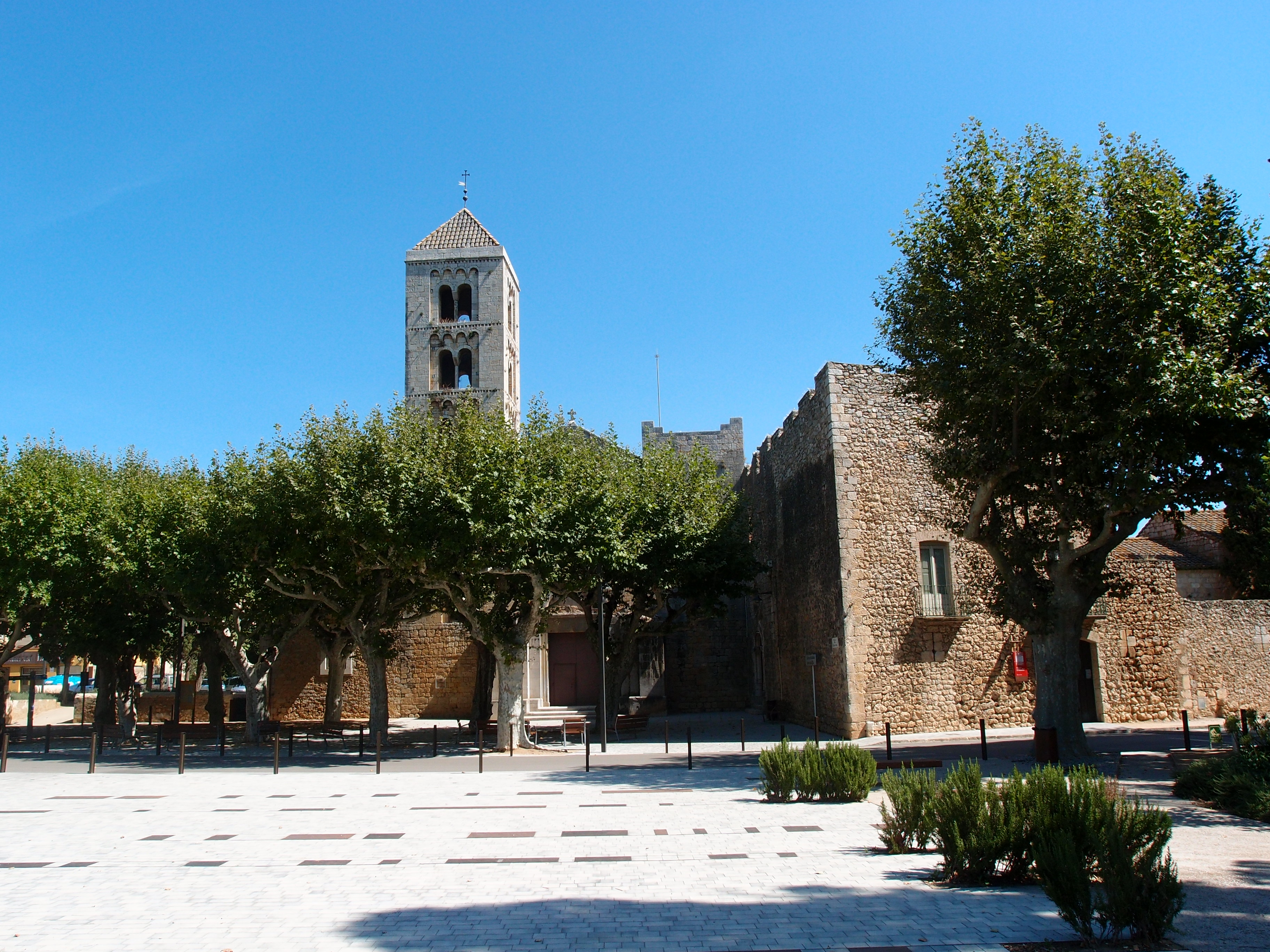
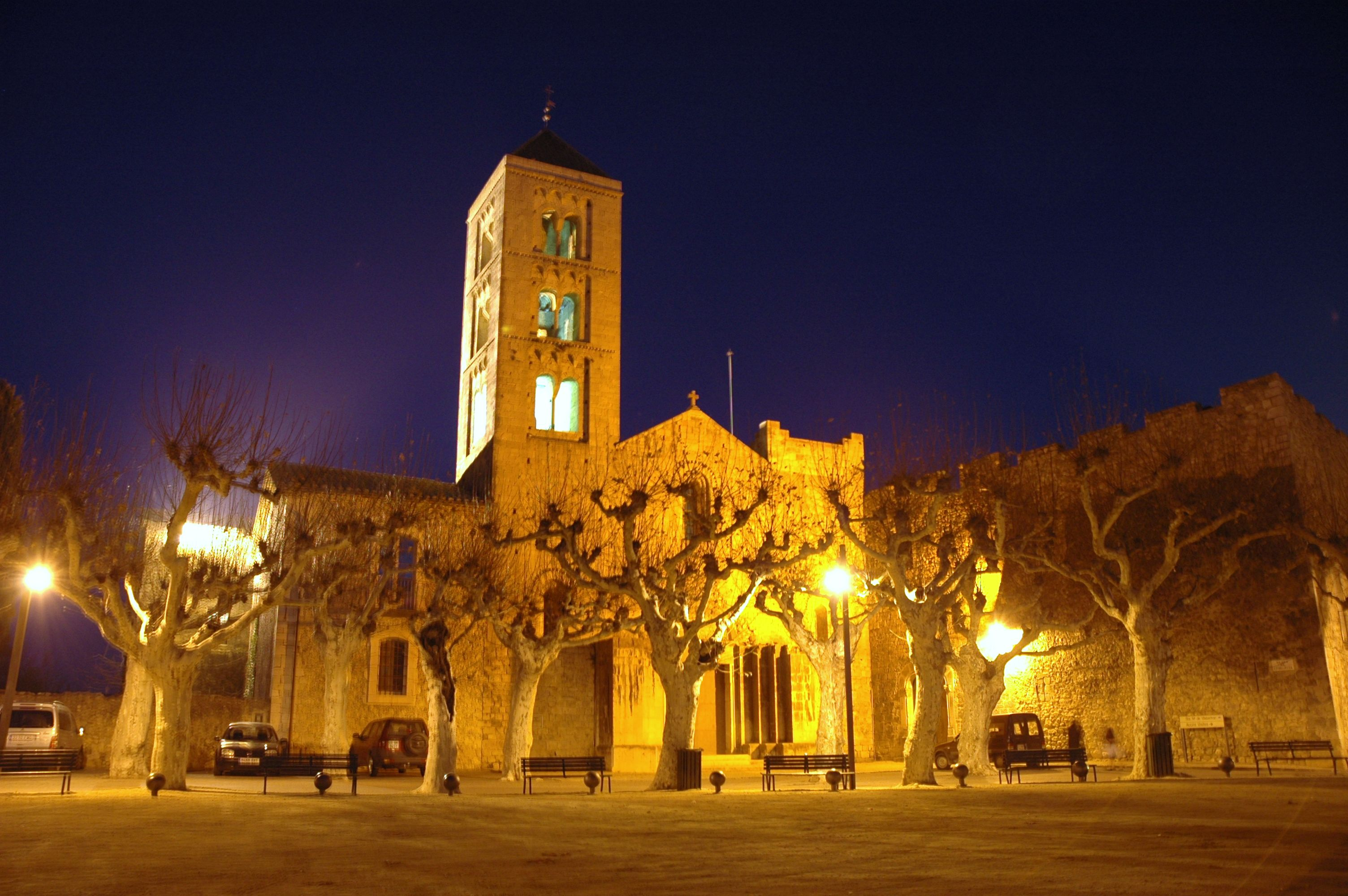
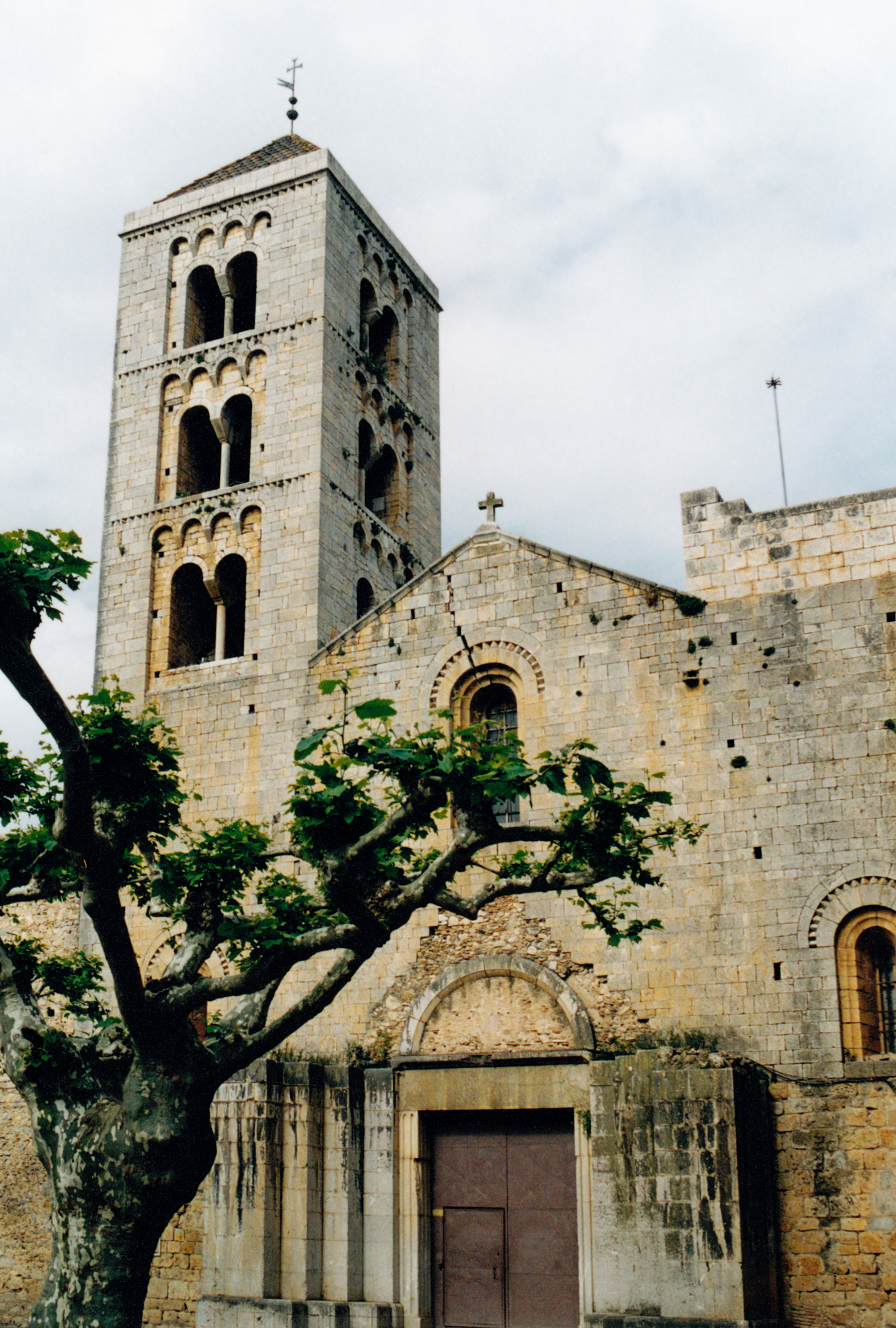
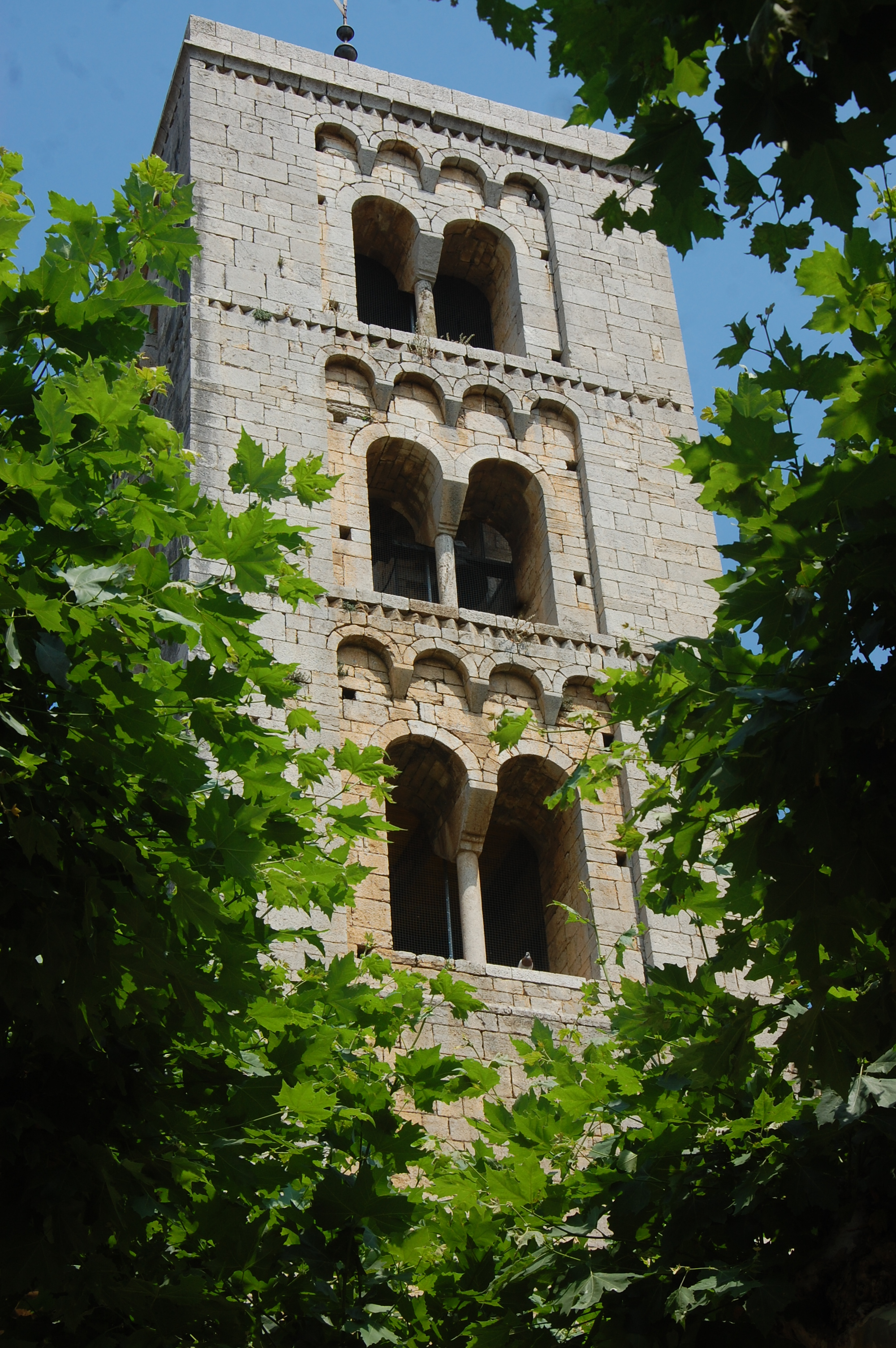

### Gotischer Palast
Zwischen 1410 und 1424 wurde unter Abt Antoni Girgós (1410–1435) der größte Teil des gotischen Palastes und der Wehrmauern des Klosters errichtet; 1448 wurden die Arbeiten fortgesetzt. Der Klosterpalast besteht aus drei Gebäudetrakten, die U-förmig an das bestehende Klostergebäude südöstlich angebaut wurden und dadurch einen von allen Seiten geschlossenen Innenhof umfassen. Die Hauptfassade besitzt ein großes Zugangstor, mit einer darüber befindlichen Marienskulptur, nach der das Kloster Santa Maria de Vilabertran benannt wurde. Auf einer Seite des Palastensembles befindet sich ein mit Zinnen besetzter Turm.

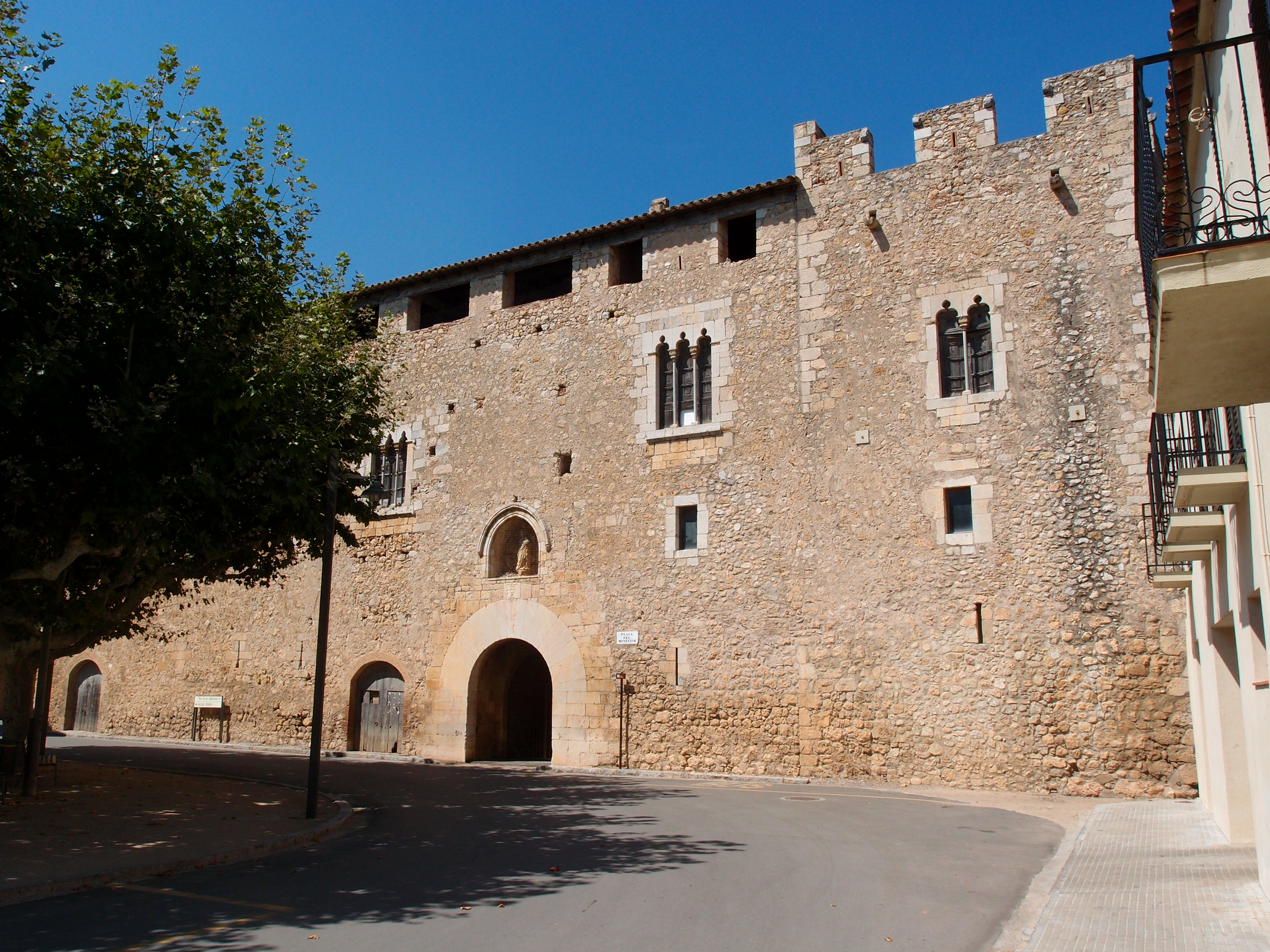
Hauptfassade mit Turm
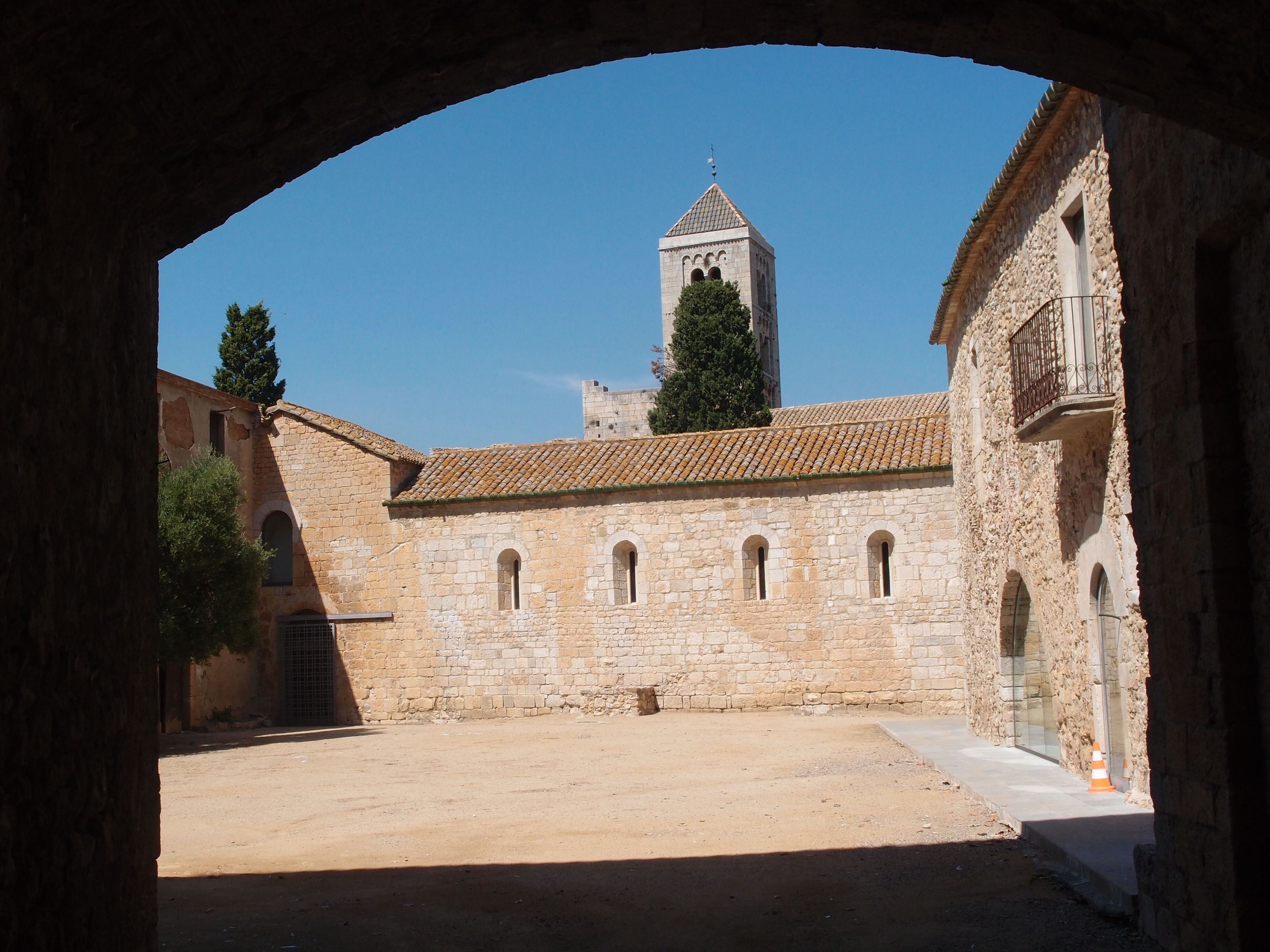
Geschlossener Innenhof
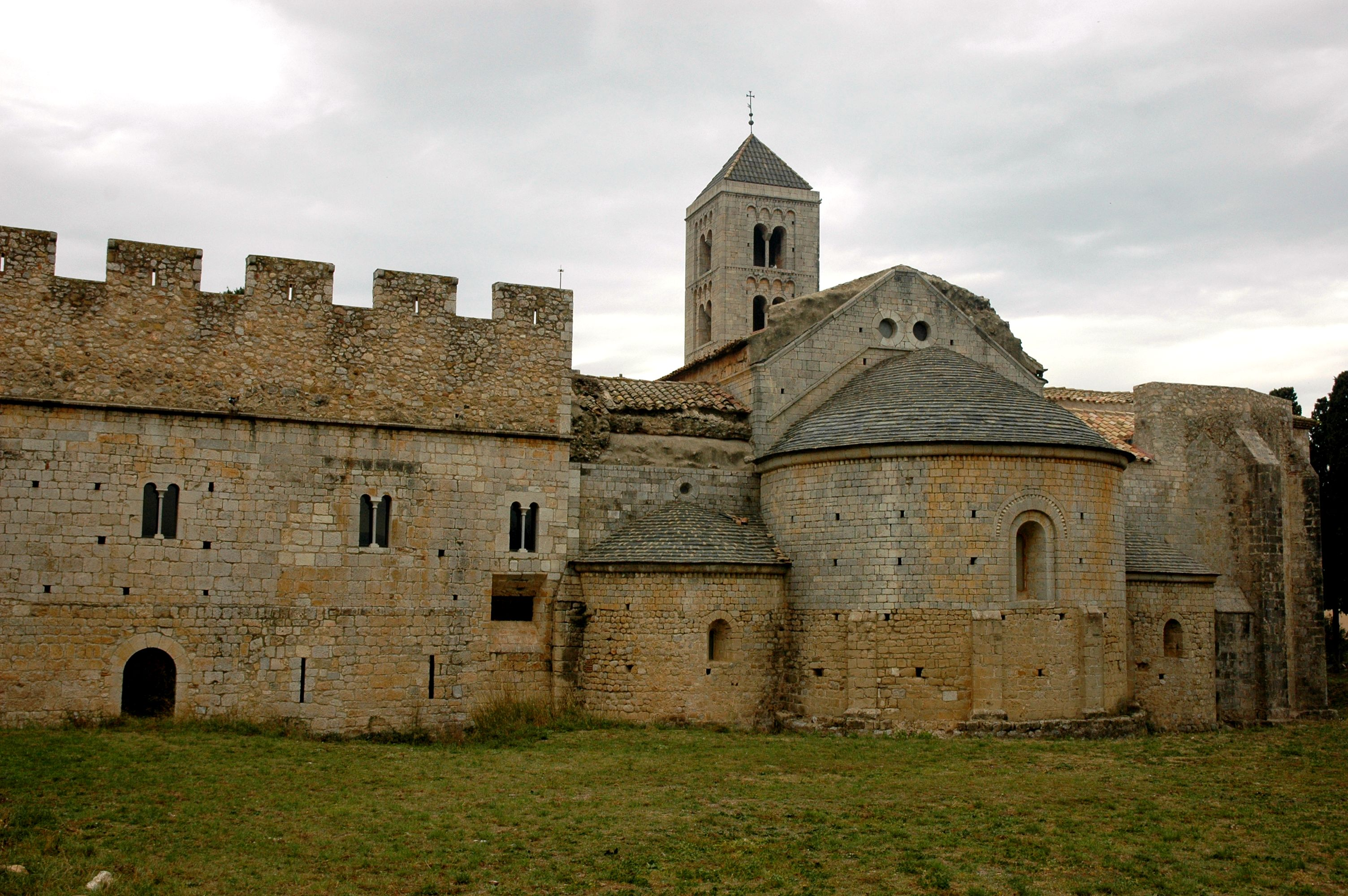
Wehrmauer (links)
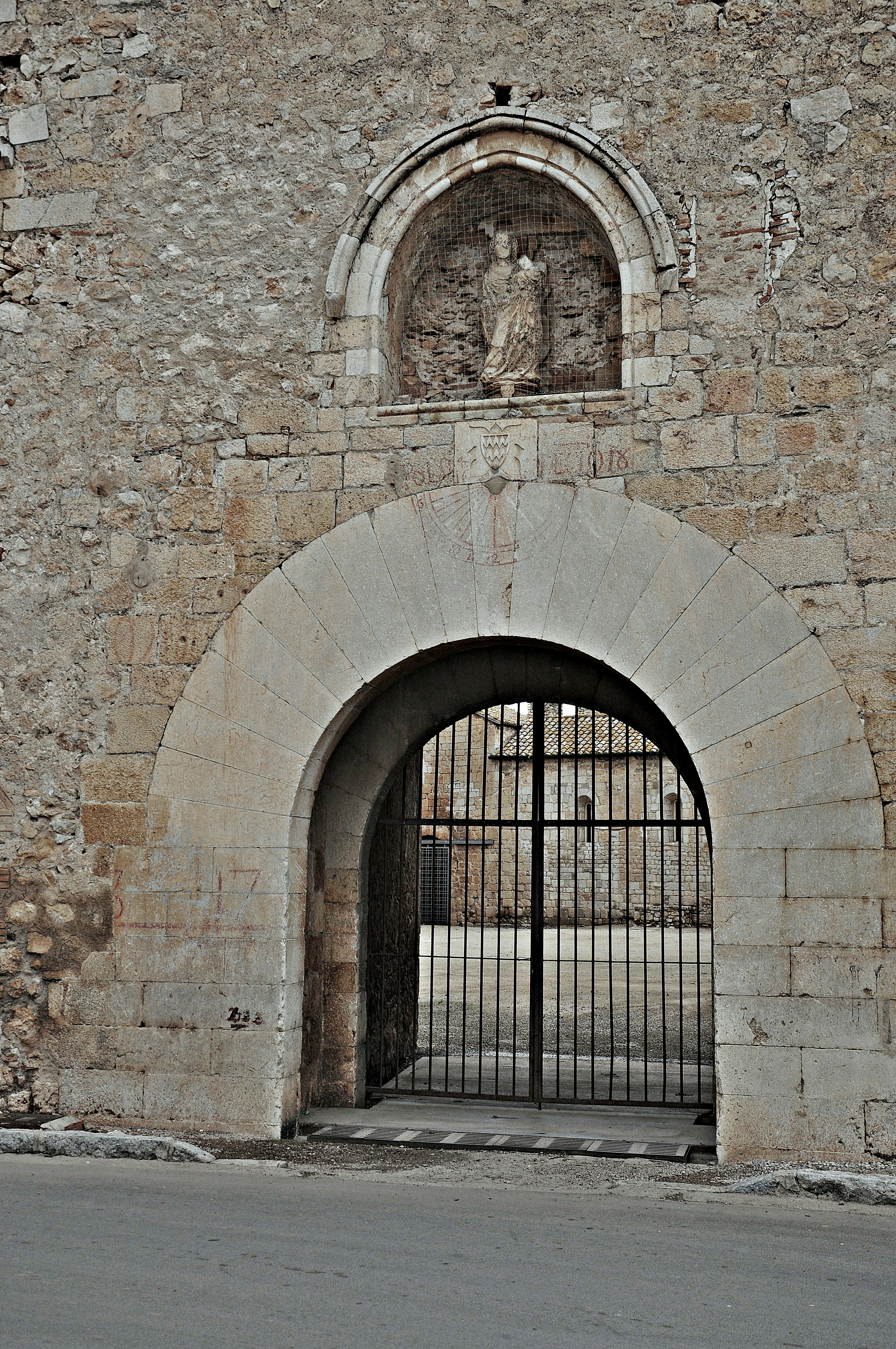
Portal und Marienskulptur

## Gotisches Kreuz
Die Kirche beherbergt in einem gläsernen Schaukasten ein reich verziertes vergoldetes gotisches Silberkreuz aus dem 14. Jahrhundert, das als ein Meisterwerk der katalanischen Gold- und Silberschmiedekunst gilt. Es befindet sich in einer kleinen gotischen Seitenkapelle des seinerzeit bedeutenden und einflussreichen örtlichen Adelsgeschlechts derer von Rocabertí und wird dieser Familie zugerechnet. 

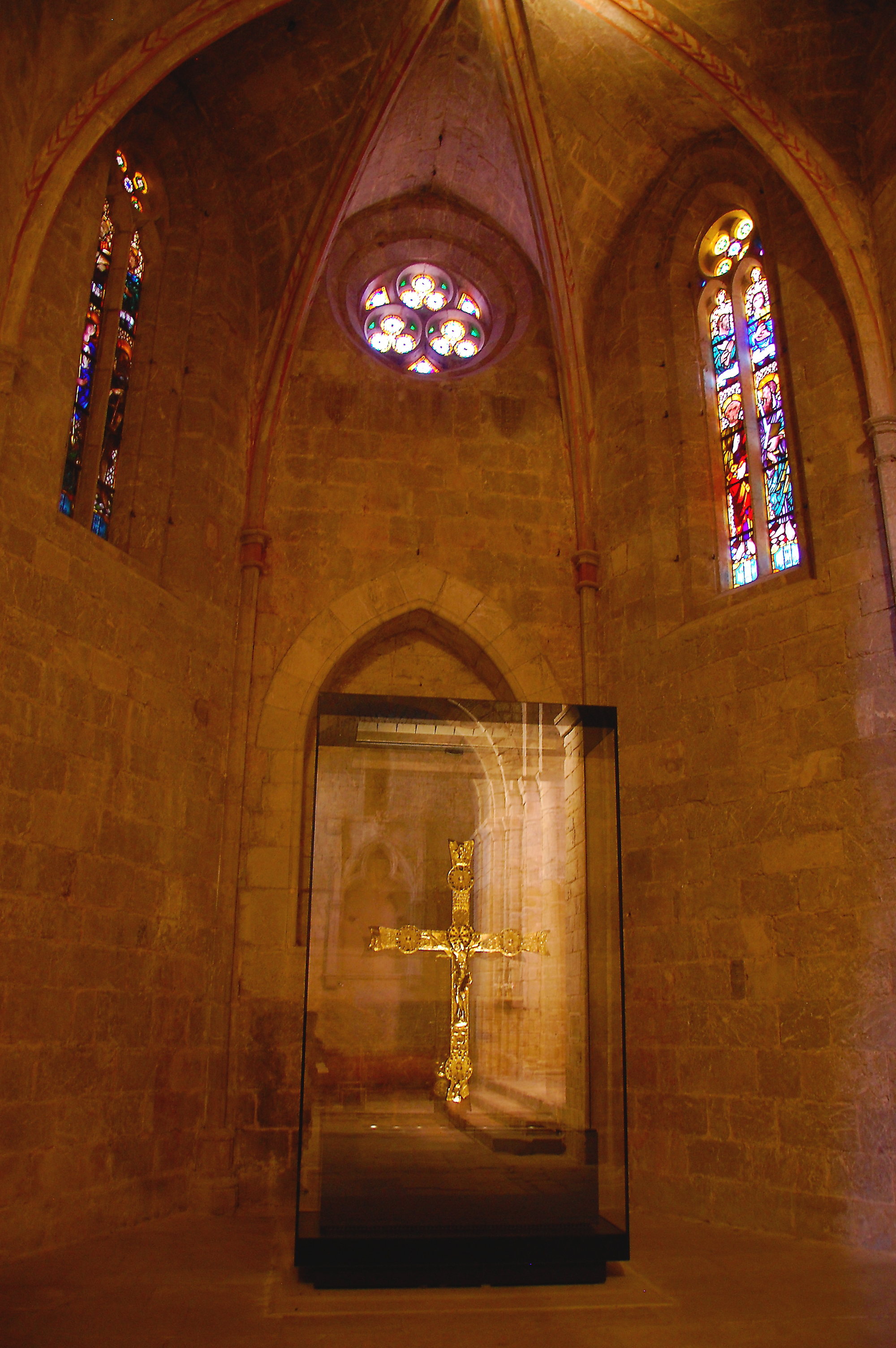
Beleuchteter Schaukasten
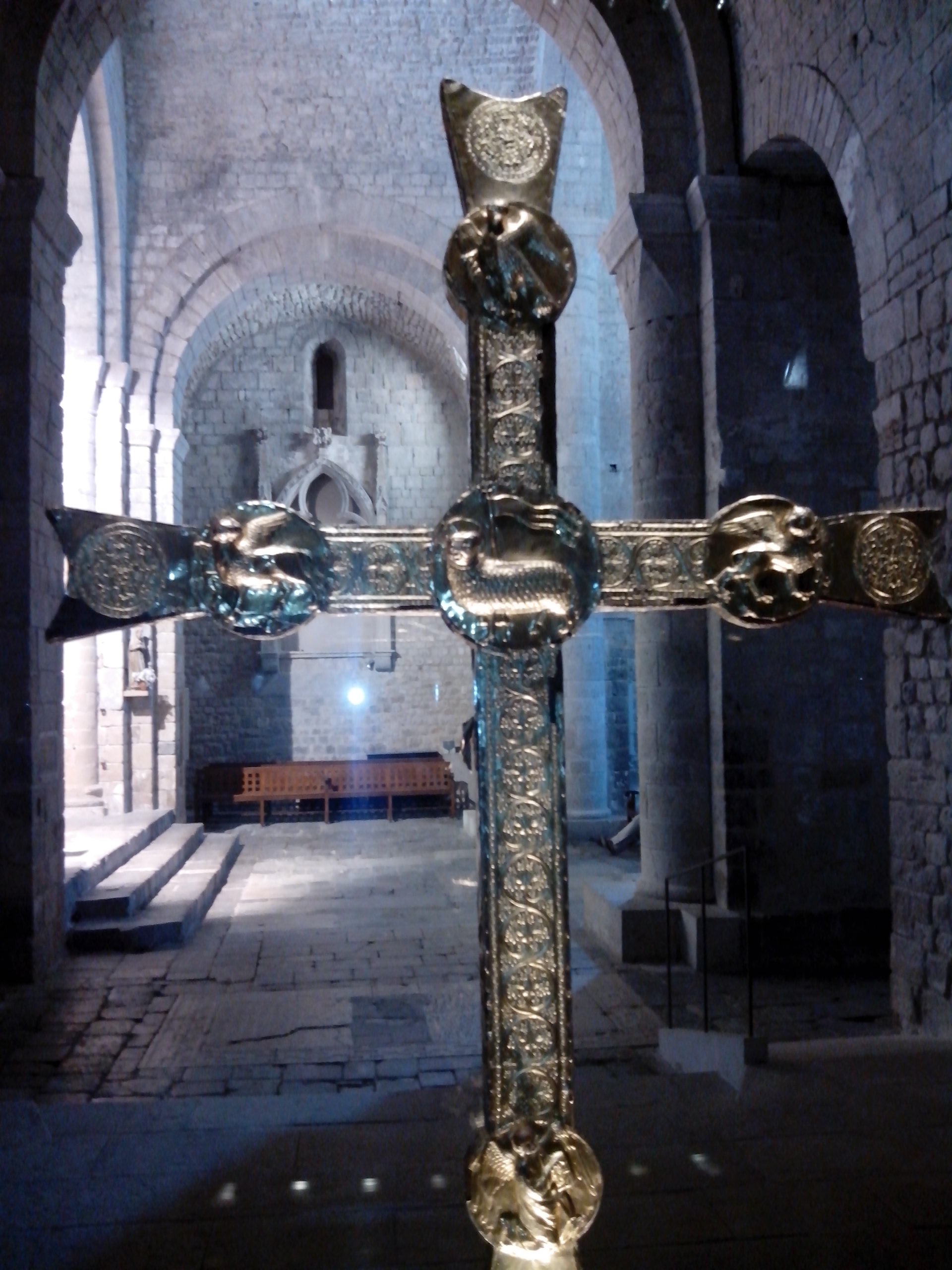
Rückwärtige Ansicht
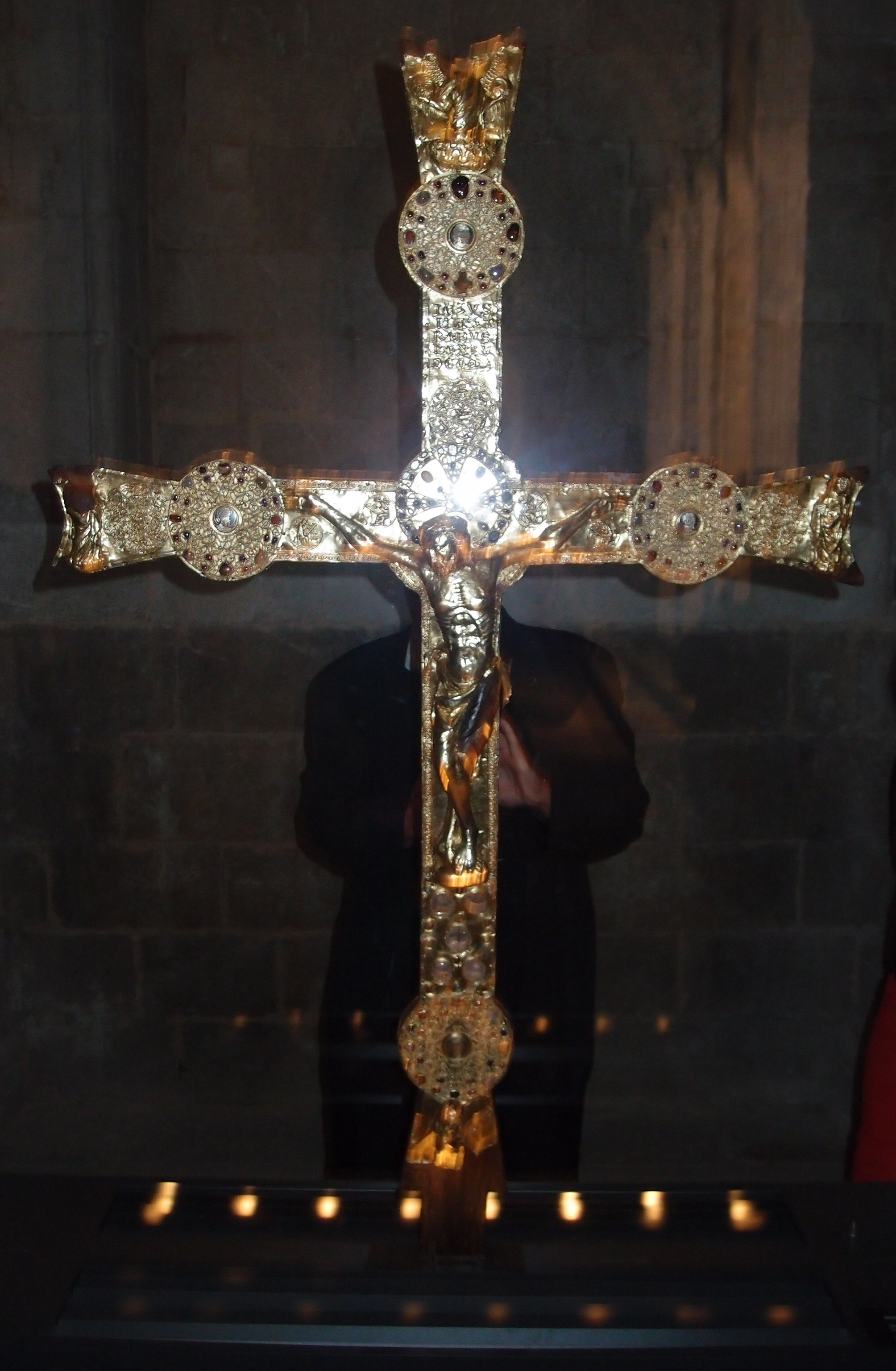
Gesamtansicht
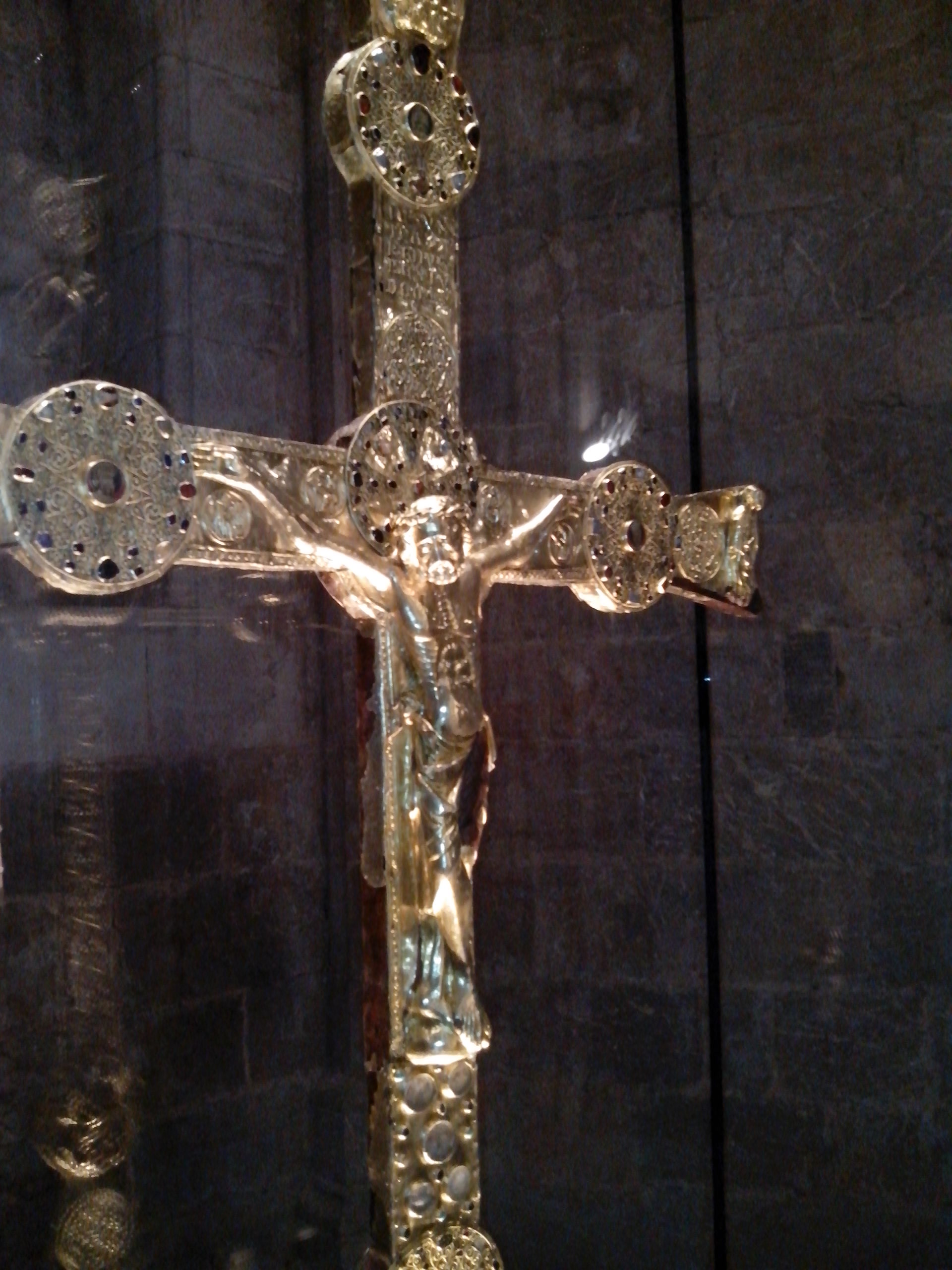
Detailansicht

## Grablegen
Innerhalb des Klosters befinden sich – neben der Grabplatte des Königs Alfons II. dem Keuschen und dem Sarg des Klostergründers Pere Rigald – eine Vielzahl weiterer Grablegen hochgestellter kirchlicher und weltlicher Persönlichkeiten; insbesondere von Äbten des Klosters sowie bedeutender örtlicher Adelsfamilien – allen voran, den Rocabertís, die im benachbarten Peralada im Castell de Peralada einen ihrer gräflichen Familiensitze hatten. Mit Dalmau de Rocabertí stellten die Rocabertí auch einen Abt des Klosters (1347–1348) und besaßen hier eine eigene Familienkapelle.

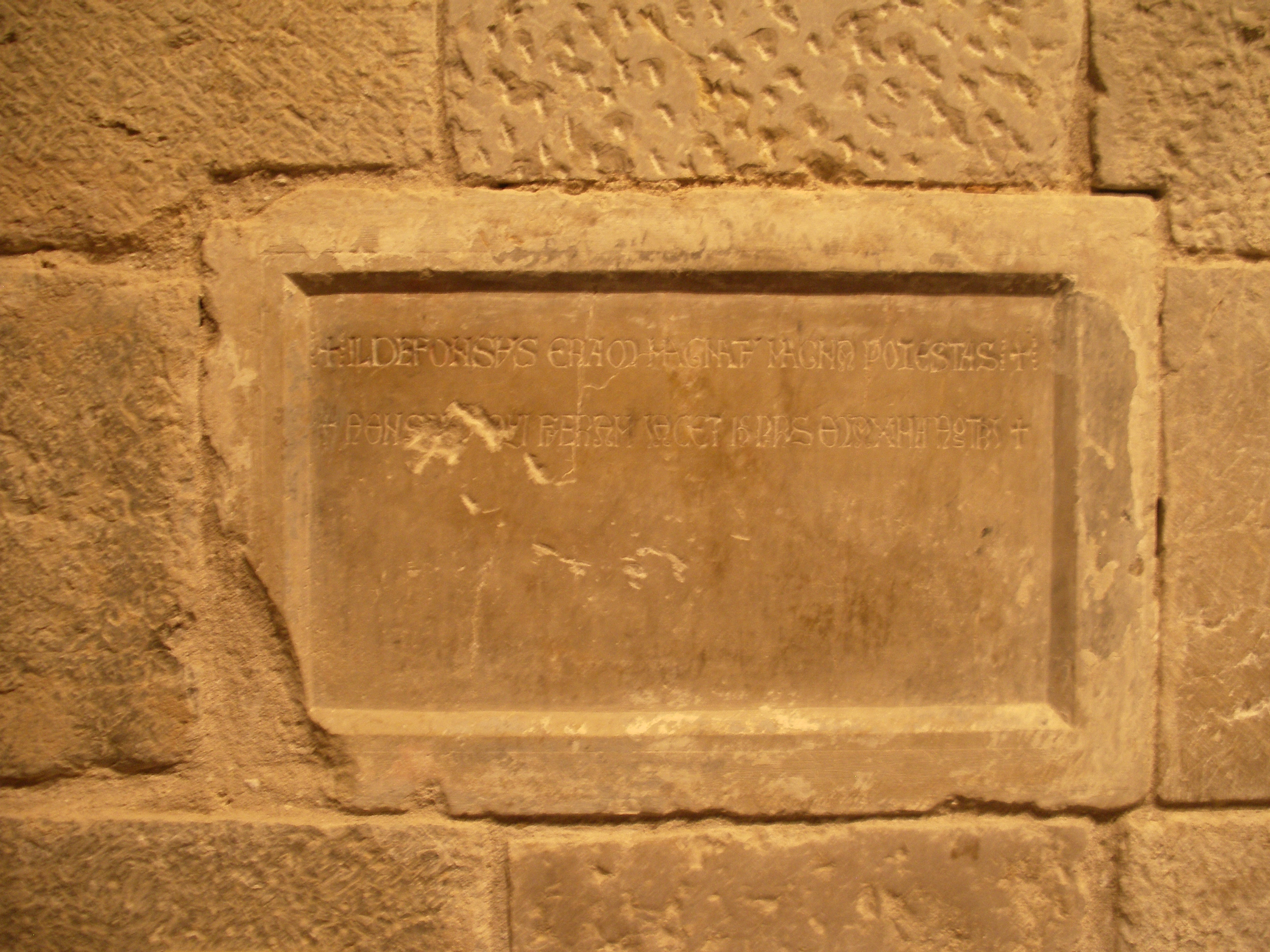
Grabplatte des Königs Alfons II. von Aragón
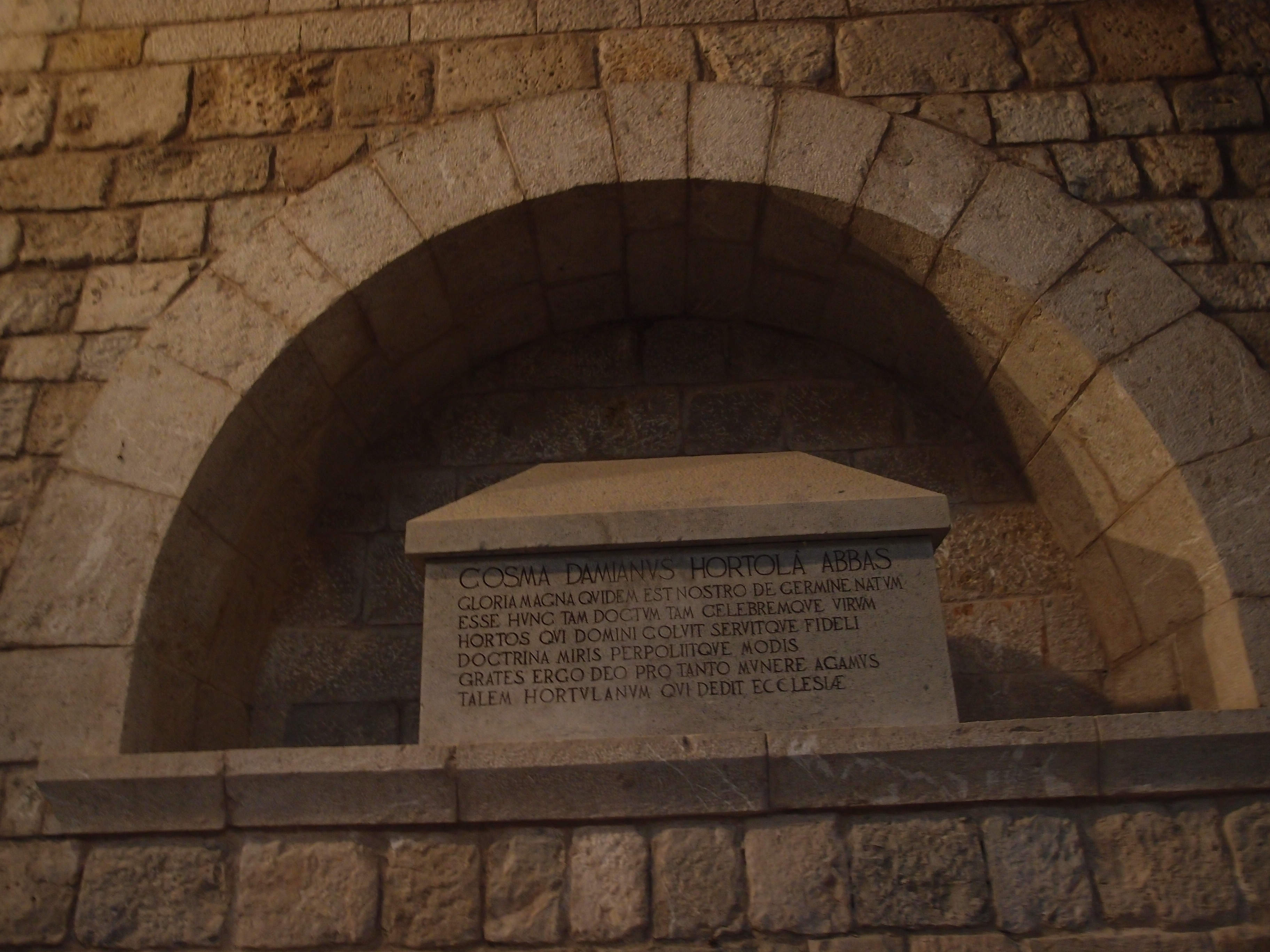
Steinsarg des Abtes Cosme Damià Hortolàs
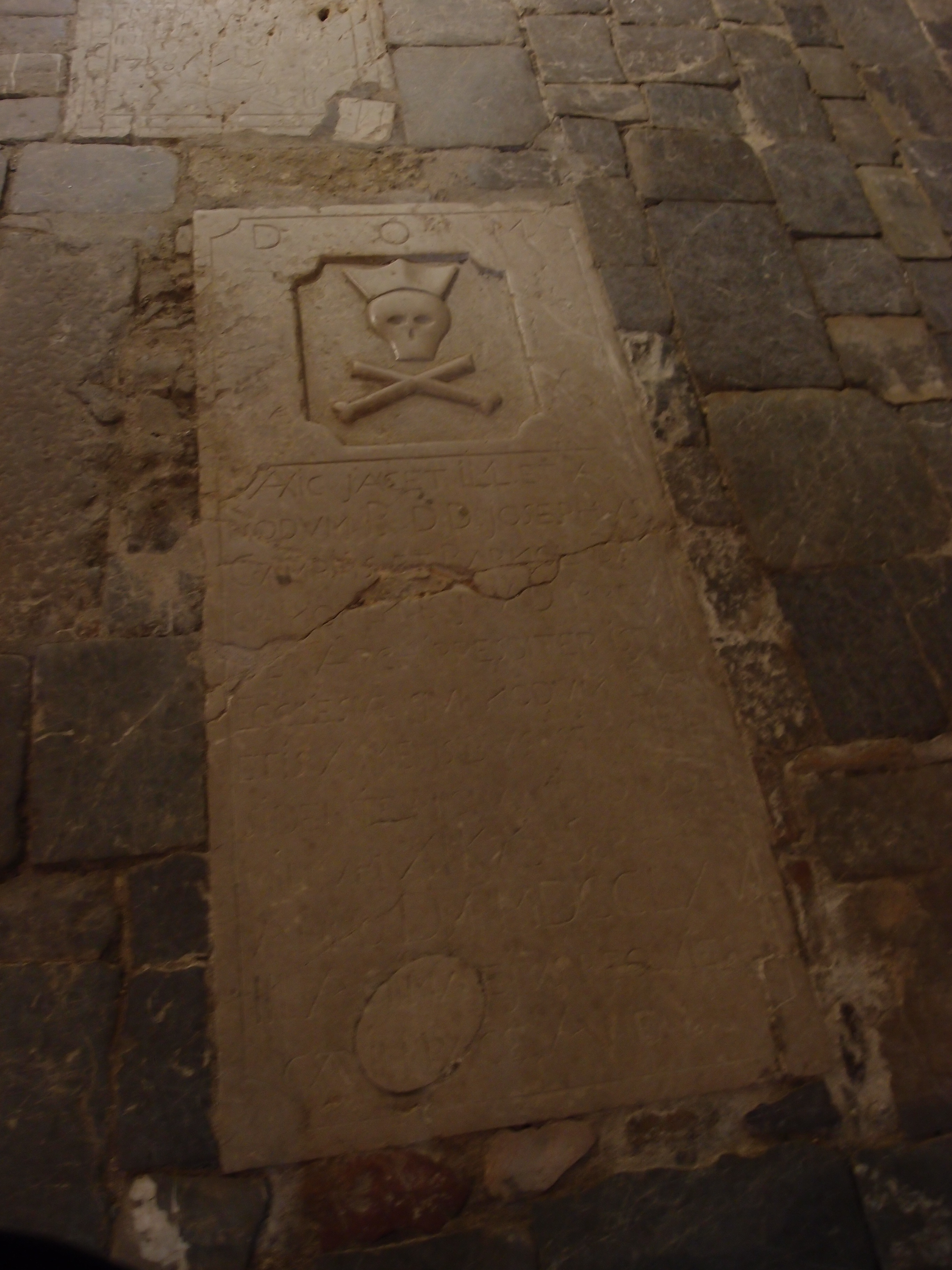
Gräber innerhalb der Kirche
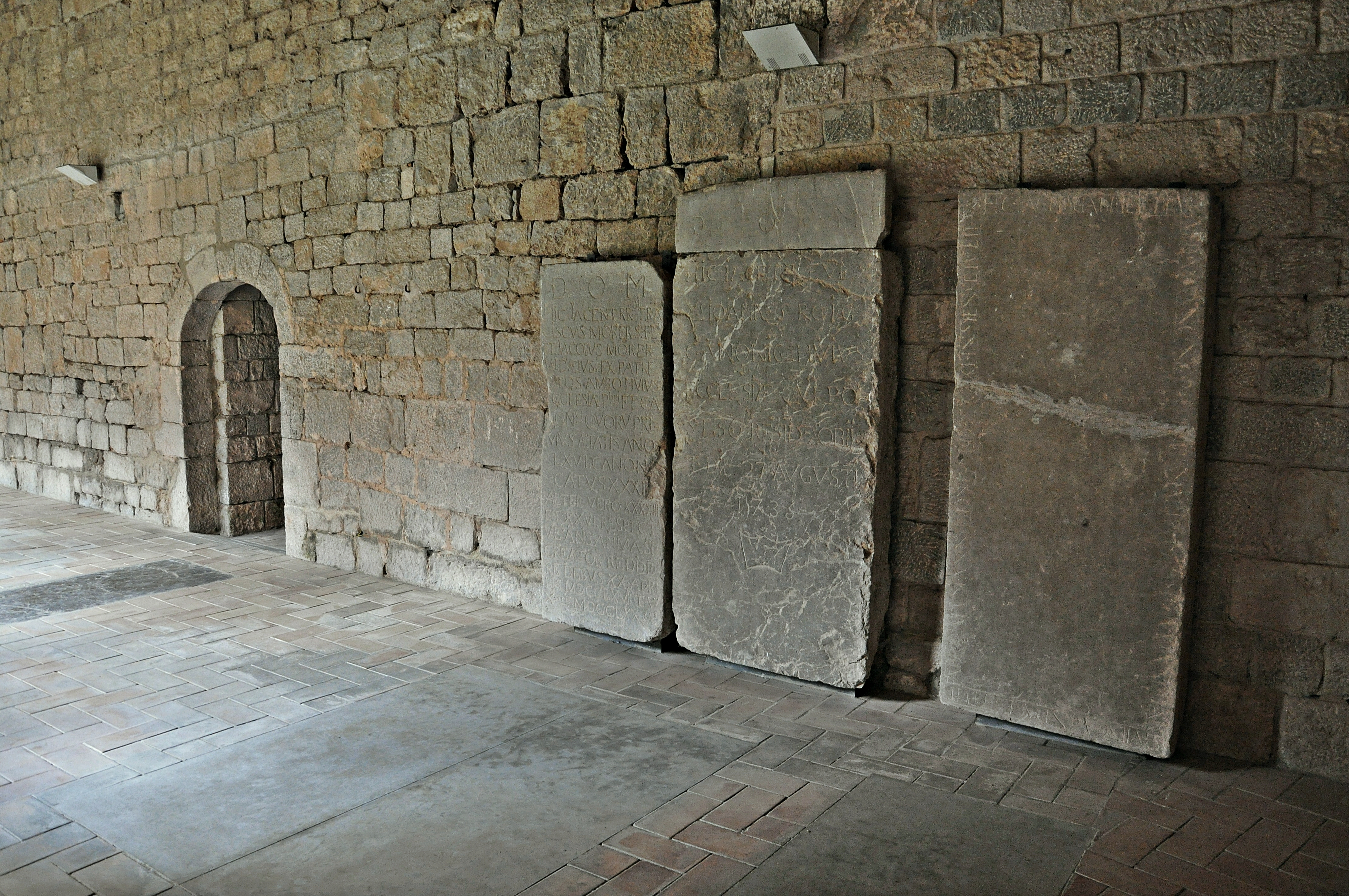
Aufgestellte Grabplatten im Klosterkreuzgang

## Heutige Nutzung
Das Kloster wird vom Historischen Museum der Stadt Barcelona verwaltet und ist Austragungsort zahlreicher kultureller Bildungsveranstaltungen. Alljährlich findet hier auch das Franz Schubert Festival Schubertíada Vilabertran statt.
Das Monestir Santa Maria de Vilabertran liegt am Camino Catalán, dem katalanischen Streckenabschnitt des Jakobswegs; es kann an bestimmten Wochen- und Feiertagen gegen Eintrittsgebühr oder unentgeltlich öffentlich besichtigt werden.